# Tre Valli Varesine 1924
La Tre Valli Varesine 1924, sesta edizione della corsa, si svolse il 18 maggio 1924 su un percorso di 152 km. La vittoria fu appannaggio dell'italiano Libero Ferrario, che completò il percorso in 5h07'55", precedendo i connazionali Muzio Fiorini e Luigi Magnotti.

## Ordine d'arrivo (Top 10)
| Pos. | Corridore           | Squadra | Tempo    |
| ---- | ------------------- | ------- | -------- |
| 1    | Libero Ferrario     | -       | 5h07'55" |
| 2    | Muzio Fiorini       | -       | s.t.     |
| 3    | Luigi Magnotti      | Ancora  | s.t.     |
| 4    | Oreste Cignoli      | -       | s.t.     |
| 5    | Giovanni Tizzoni    | -       | s.t.     |
| 6    | Armando Rasori      | -       | s.t.     |
| 7    | B. Orlandi          | -       | s.t.     |
| 8    | Francesco Giribaldi | -       | s.t.     |
| 9    | Giovanni Balla      | -       | s.t.     |
| 10   | L. Cova             | -       | s.t.     |